# Anemone palezieuxii
Anemone palezieuxii är en ranunkelväxtart som beskrevs av Gustave Beauverd. Anemone palezieuxii ingår i släktet sippor, och familjen ranunkelväxter. Inga underarter finns listade i Catalogue of Life.